# Рудь Олена Миколаївна
Олена Миколаївна Рудь (2 червня 1984) — українська голболістка, учасниця Літніх Паралімпійських ігор 2016 року. Майстер спорту України.
Представляє Харківський регіональний центр з фізичної культури і спорту інвалідів «Інваспорт».
Бронзовий призер чемпіонату Європи 2016 року.